# 索里索莱
索里索莱（義大利語：Sorisole），是意大利贝加莫省的一个市镇。总面积12.32平方公里，人口9050人，人口密度734.6人/平方公里（2009年）。国家统计（ISTAT）代码为016202。